# Gottfried V. (Ziegenhain)
Gottfried V. von Ziegenhain († 1272) aus dem Geschlecht der Grafen von Ziegenhain war von 1258 bis zu seinem Tod Graf von Ziegenhain.

## Herkunft
Gottfried war der zweite Sohn des Grafen Berthold I. († 1258) von Ziegenhain und Nidda zu Ziegenhain und dessen Frau Eilike (Eilika) von Tecklenburg († 1286), Tochter des Grafen Otto I. von Tecklenburg. Ein älterer Bruder, Berthold, wird 1258 erwähnt, dann jedoch nicht mehr, und starb wohl bereits als Kind.

## Graf von Ziegenhain

### Regierungsantritt und Trennung der Grafschaften Nidda und Ziegenhain
Nach dem Tod seines Vaters folgte ihm Gottfried als regierender Graf von Ziegenhain und Nidda zu Ziegenhain. In Nidda war bereits im Jahre 1250 auf Gottfrieds Onkel Gottfried IV. dessen Sohn Ludwig II. († 1289) gefolgt. Zwischen ihm und seinem Vetter Gottfried V. kam es nahezu umgehend zum Streit. Dies führte noch im Jahre 1258 zur formellen Teilung der beiden Grafschaften und einem Gebietsaustausch, vermittelt durch Erzbischof Gerhard I. von Mainz, Bischof Simon I. von Paderborn und Abt Heinrich IV. von Fulda, der zu dieser Zeit auch Abt von Hersfeld und damit Lehnsherr der Ziegenhainer sowohl für Nidda als auch für Ziegenhain war. Ludwig erhielt die Grafschaft Nidda und das Amt Neustadt, gab die Vogtei in Gemünden (Felda) ab im Tausch für das Gericht zu Rodheim und Widdersheim, und musste seine Ansprüche auf Staufenberg, Rauschenberg, Treysa, die Burg Gemünden, Schlitz und Lißberg aufgeben. Es sollte Gottfried freistehen, die fuldische Vogtei mit 175 Mark Silber von Ludwig zu lösen, und Gottfried durfte in Nidda und Ludwig in Ziegenhain bauen, doch keiner dem anderen zum Schaden.
Die Trennung der beiden Grafschaften dauerte bis 1333, als Graf Johann I., Enkel Gottfrieds V., sie wieder in einer Hand vereinigte.

### Thüringisch-hessischer Erbfolgekrieg
Bei Gottfrieds Regierungsantritt war der seit 1247 geführte Thüringisch-Hessische Erbfolgekrieg um das Erbe der Ludowinger noch immer in vollem Gange. Wie schon sein Vater, so musste auch Gottfried V. flexibel und vorsichtig zwischen Kurmainz einerseits und der Herzogin Sophie von Brabant und ihrem zum hessischen Landgrafen proklamierten Sohn Heinrich I. operieren. Am 2. Juni 1262 gelang es Sophie von Brabant gegen eine Zahlung von 400 Mark, Gottfried V. zum Bündnis mit ihrem Sohn gegen Erzbischof Werner von Mainz und die mit Mainz verbündeten Grafen von Waldeck zu veranlassen. Da Gottfrieds Vetter Ludwig in Nidda auf Erzbischof Werners Seite stand, beinhaltete der Bündnisvertrag sorgfältige Ausnahmeklauseln zur Vermeidung von direkten Kampfhandlungen zwischen den Vettern. Als im September 1263 der Langsdorfer Frieden zwischen Mainz und Hessen geschlossen wurde und Sophie und Heinrich sich dabei zur Zahlung von 2000 Mark an Mainz verpflichteten, war Gottfried V. unter den 30 genannten Bürgen für die Zahlung an erster Stelle angeführt.
Dass Gottfried auch gute Beziehungen mit Mainz zu unterhalten versuchte, geht aus einer Urkunde des Erzbischofs Werner vom 28. April 1265 hervor. Darin bestätigt der Erzbischof, dass Gottfried ihm Schulden von 400 Mark erlassen habe, da Gottfried von seinem Vater übernommenen Pflichten gegenüber dem Erzbischof nicht nachgekommen war, erneuert gleichzeitig das Bündnis mit Gottfried, und sichert ihm zu, ihn niemals durch die Exkommunikation zu strafen.

### Beziehungen mit anderen Nachbarn
Gottfried befand sich aufgrund der geographischen Lage seiner Grafschaft in spannungsreichen Beziehungen zu seinen mächtigen Nachbarn Hessen und Mainz, zwischen denen er seine Unabhängigkeit zu bewahren suchte. Die Landgrafschaft Hessen war durch das Gebiet der Ziegenhainer in zwei Teile durchschnitten und versuchte diese durch Territorialgewinn miteinander zu verbinden. Das Erzstift Mainz hingegen machte dem Landgrafen die Vorherrschaft in Ober- und Niederhessen streitig und wollte seinerseits territoriale Verbindungen oder zumindest Brückenköpfe zu seinen niederhessischen Besitzungen und zum Eichsfeld errichten. Für beide war Ziegenhain einerseits ein wichtiger Bundesgenosse, andererseits aber auch ein begehrenswerter Happen – wobei die Landgrafen der gefährlichere Nachbar waren. In dieser Lage, und in Anbetracht des im September 1263 geschlossenen hessisch-mainzischen Friedens, schloss Gottfried im Mai 1265 ein gegen Landgraf Heinrich I. von Hessen und dessen Schwager, Herzog Albrecht von Braunschweig-Lüneburg, gerichtetes Schutz- und Trutzbündnis mit Albrecht II., Landgraf von Thüringen und Pfalzgraf von Sachsen, wofür er mit einer noch vom Grafen Hermann I. von Henneberg festzusetzenden Summe Geldes bezahlt werden sollte.
Auch mit den Äbten der 1220 von Kaiser Friedrich II. zur Fürstabtei erhobenen Reichsabtei Fulda waren die Beziehungen der Ziegenhainer Grafen als erblichen Klostervögten zunehmend kontrovers, da die Interessen von Abt und Vogt oft gegensätzlich waren. Schon Gottfrieds Vater Berthold I. lag ab 1252 in Fehde mit Abt Heinrich IV., und der Zwist lebte auch unter den Nachfolgern der beiden, Gottfried V. und Abt Bertho fort. Bertho ging tatkräftig gegen Raubritter und aufsässige Ritter und Ministeriale im Bereich seines Stifts vor und schonte dabei auch die Vasallen und Verbündeten der Ziegenhainer nicht. Auch nutzte er die Geldnot Gottfrieds zur Erweiterung seines und Minderung des vögtischen Einflusses im Bereich des Stifts: 1263 zahlte er an Gottfried V. 210 Mark Kölner Pfennige für dessen Verzicht auf die Burg Schlitz. 1265 ließ Bertho die Burg Wartenberg zerstören, da deren Besitzer sich mit Gottfried gegen den Abt verbündet hatten. Erst im April 1266 schlossen Gottfried V. und Abt Bertho II. auf Vermittlung des Grafen Hermann I. von Henneberg Frieden.
Ein Streit mit dem Grafen Ulrich I. von Asperg († 1283), aus dem Haus der Pfalzgrafen von Tübingen, dem Besitzer der Stadt Gießen, wurde 1264 nach einem Treffen der beiden Grafen bei Gießen beigelegt, wurde dann auch durch den Verkauf der Stadt noch im selben Jahr an Landgraf Heinrich von Hessen gegenstandslos.

### Stadtgründer
Nachdem die Siedlung Rauschenberg am 8. Mai 1266 nahezu vollständig niedergebrannt war, räumte Gottfried dem Ort zu seinem Wiederaufbau besondere Befugnisse ein und verlieh ihm am 22. Mai 1266 die Stadtrechte.

## Ehe und Nachkommen
Gottfried war spätestens seit dem 26. März 1262 verheiratet mit Hedwig von Castell († nach 1291), Tochter des Grafen Friedrich I. von Castell. Aus der Ehe sind vier namentlich bekannte Kinder bekundet:
- Hedwig (1270 erwähnt, † vor 1276)
- Jutta (1275 und 1283 erwähnt)
- Gottfried VI. (* 1262, † 30. November 1304), ⚭ 1282 Mechthild von Hessen (* um 1267, † um 1332)
- Berta, ⚭ Konrad von Hohenlohe-Brauneck-Brauneck[11]

Gottfried V. starb spätestens im Jahre 1272. In diesem Jahr beurkundete Friedrich von Schlitz, dass er Gottfrieds Witwe Hedwig und ihrem Sohn Gottfried VI. gegen ihre Feinde behilflich sein wolle, wofür sie ihm entsprechende Einkünfte und Burglehen zuwies. Sein Sohn und Nachfolger Gottfried VI. war zu diesem Zeitpunkt erst 10 Jahre alt und regierte daher zunächst unter der Vormundschaft seiner Mutter.